# Biskupianie
Biskupianie – grupa etnograficzna ludności polskiej, terenów Biskupizny, które należały dawniej do biskupów poznańskich, a każdy nominalny biskup, był jednocześnie proboszczem Krobi. Stąd też wywodzi się nazwa regionu Biskupizna, oraz jego mieszkańców Biskupian. 
Region Biskupizny obejmuje 12 wsi w okolicy Krobi: Grabianowo, Domachowo, Posadowo, Bukownica, Chumiętki, Potarzyca, Rębowo, Sułkowice, Stara Krobia, Sikorzyn, Wymysłowo i Żychlewo.
Na skutek pruskiej akcji uwłaszczeniowej duża część Biskupian stała się w wieku XIX bogaczami wiejskimi, niezależnymi gospodarczo od nikogo. Biskupianin w XIX wieku stał się synonimem bogatego chłopa, dlatego też mieszkańcy sąsiednich wsi ochoczo przyjmowali to określenie jako własne.
Do dzisiaj zachowały się charakterystyczne elementy kultury ludowej tego subregionu, które możemy znaleźć w obrzędowości dorocznej, rodzinnej, stroju ludowym, a także folklorze muzycznym.